# Mikako Tabe
Pour les articles homonymes, voir Tabe (homonymie).
Mikako Tabe (多部 未華子, Tabe Mikako) est une actrice japonaise née le 25 janvier 1989 à Nishitōkyō.

## Filmographie
- Kowai Douyou (2007)
- Saiyuuki (2007)
- Ore wa, kimi no tame ni koso shini ni iku (2007)
- Yoru no pikunikku (2006)
- Route 225 (2006)
- Aozora no yukue (2005)
- Hinokio (2005)
- Meeru de todoita monogatari [CHANGE THE WORLD!] (2005)
- Goya Chanpuru (2005)
- Riyuu (2004)
- Yasuko to Kenji (2008)
- Shikaotoko Aoniyoshi (2008)
- Yuming Films vol.2 (2007)
- Yamada Tarou Monogatari (2007)
- Sumireno Hana Sakukoro (2007)
- Sono 5funn Mae (2006)
- Sakigake! DX (2006)
- 68FILMS Tokyo Shoujyo
- Kimi No Todoke (2010)
- 2018 : Dans un jardin qu'on dirait éternel (日日是好日, Nichinichi kore kōjitsu?)[2] de Tatsushi Ōmori : Michikoko